# Comunidades autónomas da Espanha
Uma comunidade autónoma é uma entidade territorial que, no ordenamento constitucional da Espanha, é dotada de autonomia legislativa e de competências executivas, bem como da faculdade de se administrar mediante representantes próprios.
A estruturação do Estado espanhol em Comunidades Autónomas baseia-se na Constituição de 1978. O Artigo 2.º reconhece e garante o direito à autonomia das nacionalidades e regiões que compõem o Estado. Esta decisão baseia-se na premissa da unidade indissolúvel da nação espanhola, pátria de todos os espanhóis. As autonomias foram a solução encontrada na chamada transição democrática da época (pós-franquista) para um problema secular do país: as reivindicações democráticas das nacionalidades e as relações do poder central com estas.
O texto da Constituição estabelece os poderes que podem ser assumidos pelas Comunidades Autónomas e aqueles que só podem ser atribuídos ao Estado.
A divisão política e administrativa de Espanha tem a forma de dezessete comunidades autônomas, a que se somam Ceuta e Melilha, cujos estatutos de autonomia lhes atribuem a categoria de cidades autônomas.
A promulgação da Constituição Espanhola de 1978, que reconhece o direito de autonomia das nacionalidades e regiões que formam o estado espanhol, implicou uma mudança de 180 graus relativamente ao regime anterior, que se baseava em planos centralizados tradicionais assim como na negação da diversidade nacional, cultural e linguística do Estado. Isto pretendia dar resposta a um problema que tinha surgido repetidamente na história de Espanha, como resultado das diferentes identidades existentes na Espanha.
Após a ratificação da Constituição, e em resultado da implementação dos princípios contidos no Título VIII, ao fim de poucos anos completou-se o processo de instauração das 17 comunidades autónomas e foram aprovados os seus estatutos de autonomia. Foram também dotadas dos seus próprios órgãos de governo e de instituições representativas.

## Tabela de comunidades
As 17 comunidades autónomas, com as suas províncias e as suas respectivas capitais, são:
| Nome                                                                    | Capital                                 | Províncias                           | Capital                                     |
| ----------------------------------------------------------------------- | --------------------------------------- | ------------------------------------ | ------------------------------------------- |
| Andaluzia Es. Andalucía                                                 | Sevilha Es. Sevilla                     | Almeria Es. Almería                  | Almeria Es. Almería                         |
| Andaluzia Es. Andalucía                                                 | Sevilha Es. Sevilla                     | Cádis Es. Cádiz                      | Cádis Es. Cádiz                             |
| Andaluzia Es. Andalucía                                                 | Sevilha Es. Sevilla                     | Córdova Es. Córdoba                  | Córdova Es. Córdoba                         |
| Andaluzia Es. Andalucía                                                 | Sevilha Es. Sevilla                     | Granada                              | Granada                                     |
| Andaluzia Es. Andalucía                                                 | Sevilha Es. Sevilla                     | Huelva                               | Huelva                                      |
| Andaluzia Es. Andalucía                                                 | Sevilha Es. Sevilla                     | Xaém Es. Jaén                        | Xaém Es. Jaén                               |
| Andaluzia Es. Andalucía                                                 | Sevilha Es. Sevilla                     | Málaga                               | Málaga                                      |
| Andaluzia Es. Andalucía                                                 | Sevilha Es. Sevilla                     | Sevilha Es. Sevilla                  | Sevilha Es. Sevilla                         |
| Aragão Es. Aragón                                                       | Saragoça Es. Zaragoza                   | Huesca                               | Huesca                                      |
| Aragão Es. Aragón                                                       | Saragoça Es. Zaragoza                   | Teruel                               | Teruel                                      |
| Aragão Es. Aragón                                                       | Saragoça Es. Zaragoza                   | Saragoça Es. Zaragoza                | Saragoça Es. Zaragoza                       |
| Astúrias Es. Principado de Asturias Ast. Principáu d'Asturies           | Oviedo Ast. Uviéu                       | Astúrias Es. Asturias Ast. Asturies  | Oviedo Ast. Uviéu                           |
| Baleares Cat. Balears                                                   | Palma de Maiorca Es. e catalão Palma    | Baleares Cat. Balears                | Palma de Maiorca Es. e Cat. Palma           |
| País Basco Es. País Vasco Ba. Euskadi                                   | Vitoria-Gasteiz Es. Vitoria Ba. Gasteiz | Álava Ba. Araba                      | Vitoria-Gasteiz Es. Vitoria Ba. Gasteiz     |
| País Basco Es. País Vasco Ba. Euskadi                                   | Vitoria-Gasteiz Es. Vitoria Ba. Gasteiz | Guipúscoa Es. Guipúzcoa Ba. Gipuzkoa | San Sebastián Ba. Donostia                  |
| País Basco Es. País Vasco Ba. Euskadi                                   | Vitoria-Gasteiz Es. Vitoria Ba. Gasteiz | Biscaia Es. Vizcaya Ba. Bizkaia      | Bilbau Es. Bilbao Ba. Bilbo                 |
| Ilhas Canárias Es. Islas Canarias                                       | Santa Cruz de Tenerife/ Las Palmas      | Santa Cruz de Tenerife               | Santa Cruz de Tenerife                      |
| Ilhas Canárias Es. Islas Canarias                                       | Santa Cruz de Tenerife/ Las Palmas      | Las Palmas                           | Las Palmas                                  |
| Cantábria Es. Cantabria                                                 | Santander                               | Cantábria Es. Cantabria              | Santander                                   |
| Catalunha Es. Cataluña Cat. Catalunya                                   | Barcelona                               | Barcelona                            | Barcelona                                   |
| Catalunha Es. Cataluña Cat. Catalunya                                   | Barcelona                               | Girona Es. Gerona                    | Girona Es. Gerona                           |
| Catalunha Es. Cataluña Cat. Catalunya                                   | Barcelona                               | Lérida Cat. Lleida                   | Lérida Cat. Lleida                          |
| Catalunha Es. Cataluña Cat. Catalunya                                   | Barcelona                               | Tarragona                            | Tarragona                                   |
| Castela-Mancha Es. Castilla-La Mancha                                   | Toledo                                  | Albacete                             | Albacete                                    |
| Castela-Mancha Es. Castilla-La Mancha                                   | Toledo                                  | Cidade Real Es. Ciudad Real          | Cidade Real Es. Ciudad Real                 |
| Castela-Mancha Es. Castilla-La Mancha                                   | Toledo                                  | Cuenca                               | Cuenca                                      |
| Castela-Mancha Es. Castilla-La Mancha                                   | Toledo                                  | Guadalajara                          | Guadalajara                                 |
| Castela-Mancha Es. Castilla-La Mancha                                   | Toledo                                  | Toledo                               | Toledo                                      |
| Castela e Leão Es. Castilla y León                                      | Valladolid                              | Ávila                                | Ávila                                       |
| Castela e Leão Es. Castilla y León                                      | Valladolid                              | Burgos                               | Burgos                                      |
| Castela e Leão Es. Castilla y León                                      | Valladolid                              | Leão Es. León                        | Leão Es. León                               |
| Castela e Leão Es. Castilla y León                                      | Valladolid                              | Palência Es. Palencia                | Palência Es. Palencia                       |
| Castela e Leão Es. Castilla y León                                      | Valladolid                              | Salamanca                            | Salamanca                                   |
| Castela e Leão Es. Castilla y León                                      | Valladolid                              | Zamora                               | Zamora                                      |
| Castela e Leão Es. Castilla y León                                      | Valladolid                              | Segóvia Es. Segovia                  | Segóvia Es. Segovia                         |
| Castela e Leão Es. Castilla y León                                      | Valladolid                              | Sória Es. Soria                      | Sória Es. Soria                             |
| Castela e Leão Es. Castilla y León                                      | Valladolid                              | Valladolid                           | Valladolid                                  |
| Estremadura Es. Extremadura                                             | Mérida                                  | Badajoz                              | Badajoz                                     |
| Estremadura Es. Extremadura                                             | Mérida                                  | Cáceres                              | Cáceres                                     |
| Galiza Es. Galicia Gal. Galiza / Galicia                                | Santiago de Compostela                  | Corunha Es. La Coruña Gal. A Coruña  | Corunha Es. La Coruña Gal. A Coruña         |
| Galiza Es. Galicia Gal. Galiza / Galicia                                | Santiago de Compostela                  | Lugo                                 | Lugo                                        |
| Galiza Es. Galicia Gal. Galiza / Galicia                                | Santiago de Compostela                  | Ourense Es. Orense                   | Ourense Es. Orense                          |
| Galiza Es. Galicia Gal. Galiza / Galicia                                | Santiago de Compostela                  | Pontevedra                           | Pontevedra                                  |
| La Rioja                                                                | Logroño                                 | La Rioja                             | Logroño                                     |
| Comunidade autónoma de Madrid Es. Comunidad de Madrid                   | Madrid                                  | Madrid                               | Madrid                                      |
| Região de Múrcia Es. Región de Murcia                                   | Múrcia Es. Murcia                       | Múrcia Es. Murcia                    | Múrcia Es. Murcia                           |
| Navarra Ba. Nafarroa                                                    | Pamplona Ba. Iruña                      | Navarra Ba. Nafarroa                 | Pamplona Ba. Iruña                          |
| Comunidade Valenciana Es. Comunidad Valenciana Vl. Comunitat Valenciana | Valência Es. Valencia Vl. València      | Alicante Vl. Alacant                 | Alicante Vl. Alacant                        |
| Comunidade Valenciana Es. Comunidad Valenciana Vl. Comunitat Valenciana | Valência Es. Valencia Vl. València      | Castelló Es. Castellón               | Castelló da Plana Es. Castellón de la Plana |
| Comunidade Valenciana Es. Comunidad Valenciana Vl. Comunitat Valenciana | Valência Es. Valencia Vl. València      | Valência Es. Valencia Vl. València   | Valência Es. Valencia Vl. València          |

## Cidades autónomas
- Ceuta
- Melilha